# Busam
Die Sprache Busam (ISO 639-3: bxs) ist eine stark vom Aussterben bedrohte bantoide Sprache aus der Untergruppe der West-Momo-Sprachen innerhalb der Grasland-Sprachen, die von insgesamt 1.490 Personen (2000) in der Kameruner Region Nord-Ouest gesprochen wird. Die Ortschaften, in der die Sprache gesprochen wird, sind Bifang, Ambambo und Dinku.
Zusammen mit den eng verwandten Sprachen Ambele [ael] und Atong [ato] zählt das Busam zur Sprachfamilie der Niger-Kongo-Sprachen.